# دهستان بالادربند
دهستان بالادربند نام دهستانی در بخش مرکزی شهرستان کرمانشاه، استان کرمانشاه در ایران است. براساس سرشماری مرکز آمار ایران در سال ۱۳۸۵، جمعیت آن ۱۷۴۸۳ نفر (۳۸۷۰ خانوار) بوده‌است.